# Sosialistisk Venstreparti
Sosialistisk Venstreparti (SV) är ett norskt socialistiskt politiskt parti som bildades 1975. 

## Historia
Partiet grundades 1975 men kan räkna sina rötter bakåt till början av 1960-talet då Nato-motståndare inom Arbeiderpartiet bröt sig ur och bildade Sosialistisk folkeparti. Detta parti ingick 1973 i valalliansen Sosialistisk Valgforbund, ur vilken i sin tur Sosialistisk Venstreparti bildades. Partiet har alltsedan bildandet varit representerat i Stortinget. SV är systerparti till svenska Vänsterpartiet och danska Socialistisk Folkeparti.
Från 2005 till 2013 ingick SV i Regeringen Stoltenberg II tillsammans med Arbeiderpartiet och Senterpartiet. Den dåvarande partiordföranden Kristin Halvorsen var finansminister 2005–2009 och kunskapsminister 2009-2013.
Åren 2015–2023 var SV-politikern Marianne Borgen borgmästare i Oslo.
Efter att vänstersidan vunnit stortingsvalet 2021 förhandlade SV om att åter ingå i regeringen, men eftersom partiet ansåg att man inte fick tillräcklig politisk utdelning lämnade man förhandlingarna. SV kom dock att samarbeta med Ap/Sp-regeringen om statsbudgeten. 2023 beslutade partiet att inte längre förespråka ett norskt Nato-utträde.

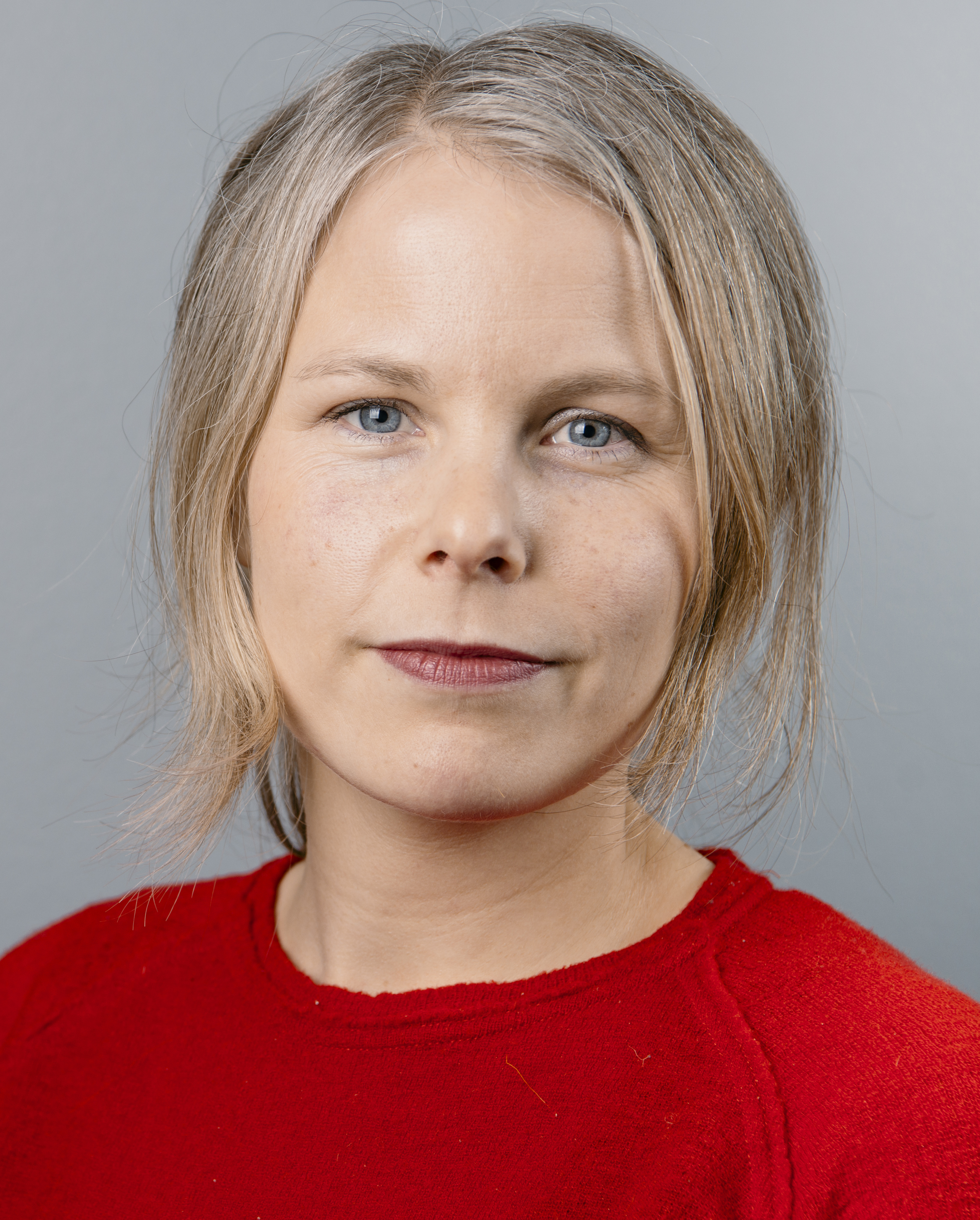
Kirsti Bergstø, partiledare sedan 2023.

## Partiledare
- Berit Ås 1975–1976
- Berge Furre 1976–1983
- Theo Koritzinsky 1983–1987
- Erik Solheim 1987–1997
- Kristin Halvorsen 1997–2012
- Audun Lysbakken 2012–2023
- Kirsti Bergstø 2023–

## Valresultat i stortingsval
| År   | Procent av rösterna | Antal mandat |
| ---- | ------------------- | ------------ |
| 1977 | 4,2 %               | 2            |
| 1981 | 4,9 %               | 4            |
| 1985 | 5,5 %               | 6            |
| 1989 | 10,1 %              | 17           |
| 1993 | 7,9 %               | 13           |
| 1997 | 6,0 %               | 9            |
| 2001 | 12,5 %              | 23           |
| 2005 | 8,8 %               | 15           |
| 2009 | 6,2 %               | 11           |
| 2013 | 4,1 %               | 7            |
| 2017 | 6,0 %               | 11           |
| 2021 | 7,6 %               | 13           |